# Expansão livre

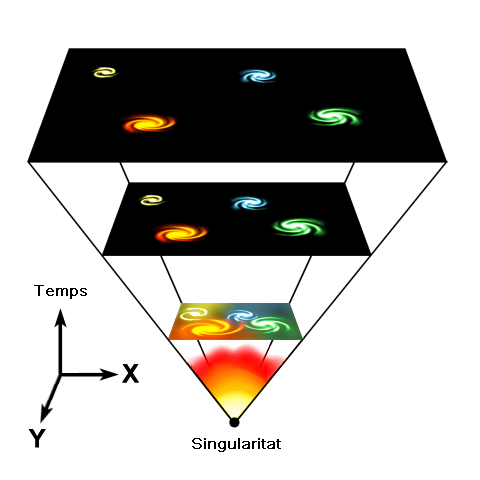
A expansão do universo após o Big Bang pode - considerações pertinente feitas - ser entendida como um exemplo de expansão livre.

Expansão livre é um processo onde um sistema físico - geralmente um gás ideal - tem seu volume instantaneamente aumentado, ou tem seu volume aumentado de forma que este aumento no volume não se dê em virtude da pressão que este exerce sobre as fronteiras móveis do sistema, pressão que, durante a expansão, reduz-se a zero. Não há pois dispêndio de energia por parte do sistema para se realizar tal expansão.
A forma mais simples de se pensar tal expansão é liberarem-se as fronteiras de um sistema de forma que estas possam então se mover, impondo contudo que em sua vizinhança haja apenas vácuo. Como não há oposição ao movimento da fronteira, esta expande-se sob pressão nula, e não há trabalho associado.
O aumento do volume mediante expansão livre implica, em vista da primeira lei da termodinâmica, a manutenção da energia interna do sistema, visto que as fronteiras são obviamente subentendidas adiabáticas. Apesar das condições antes e depois da expansão livre, a temperatura final se igualar a temperatura inicial, não se pode dizer que o processo é isotérmico, pois durante a expansão a temperatura se mantém indeterminada. Tal afirmação contudo pode mostrar-se incorreta para outros sistemas nos quais haja uma parcela de energia potencial associada à energia interna do sistema.
Uma expansão livre sempre acarreta um aumento na entropia do sistema que se expande. Isto significa que, uma vez ocorrida a expansão, não se consegue mais, por compressão apenas, levar-se o sistema ao estado inicial existente antes da expansão - não sem se violar a condição até o momento não violada de que o sistema permaneça adiabaticamente isolado. Para levar-se o sistema de volta ao estado inicial, ou seja, às condições de volume, pressão, temperatura e energia interna existentes antes da expansão, deve-se remover a entropia extra criada no processo, o que exige a saída de energia na forma de calor do sistema em consideração.